# Ron Zacapa Centenario
Ron Zacapa Centenario är en rom som framställs i staden Zacapa på Guatemalas högplatå. Den räknas av många rom-konnässörer som världens bästa rom, den vann första pris i International Rum Festival 1998, 1999, 2000 och 2001. 2003 fick den plats i festivalens Hall of Fame.
Rommen är rund, fyllig, med massor av sötma och har nyanser av mörka körsbär, choklad, kola och vanilj, vilket beror på lagring på f.d. cognacsfat.